# 일반적으로 인정된 회계원칙
일반적으로 인정된 회계원칙(영어: Generally Accepted Accounting Principles, GAAP) 또는 '기업회계기준'이란 기업의 재무상태 및 경영성과 등에 대한 재무보고시 신뢰성과 비교가능성을 제고하기 위해 재무제표등의 작성시 따라야할 기준 또는 원칙을 의미한다. 대한민국내에서는 흔히 줄여서 GAAP이라고 표현하고 '갭' 또는 'K-GAAP'이라고도 말한다.

## GAAP의 의미
'일반적으로 인정된'이란 용어는 특정 회계사항에 관하여 회계원칙제정권을 가진 기관이 회계원칙을 정하거나, 오랜 기간에 걸쳐 특정한 회계처리관습이 실무에서의 광범위한 지지를 받아 사용된 결과 이제는 하나의 원칙으로 형성되어 있다는 것을 의미한다. 따라서 '일반적으로 인정된 회계원칙'이란 '다수의(실질적으로) 권위 있는 지지'를 갖는 회계원칙이라 정의된다.
IFRS가 도입되면서 간혹 GAAP와 IFRS의 개념을 혼동 한다. GAAP는 '일반적으로 인정된 회계원칙'이라는 포괄적 개념이며, IFRS는 국제회계기준원(IASB)에서 제정하는 '국제회계기준'이라는 회계 기준이다. 국내 GAAP(K-GAAP)에 국제회계기준 이 추가된 것이라고 이해해야 한다.
IFRS도입 이전 한국의 회계원칙(GAAP)는 일반기업회계기준 이였으며, 그 외의 회계기준은 따로 존재하지 않았다.
그래서 실무적(혹은 관행적)으로 GAAP=회계기준이라는 통념이 생성되었다. 실제로 편의상 기업회계기준을 GAAP(혹은 K-GAAP)라고 표현 하기도 하였다.
IFRS가 국내 도입되고 상장기업이 일반기업회계기준에서 국제기업회계기준으로 의무적용되었기 때문에(2013)
많은 사람들이 GAAP->IFRS 로 변경되었다. 라고 이해하지만 이는 엄연히 틀린 개념이다.

## 각국의 GAAP
모든 나라는 각국의 사정등을 고려하여 자국의 회계기준제정기관등을 통해 제정된 자국 고유의 GAAP을 가지고 있다.

### 국제회계기준
각국의 회계기준은 서로 달라 비교가능성이 떨어지기 때문에 회계기준을 통일하기 위해 국제회계기준위원회(IASB, International Accounting Standards Board)에 의해 국제회계기준(IFRS)을 제정하였고, 이를 통한 각국의 회계기준의 통일을 위해 노력하고 있다.

### 대한민국의 GAAP
대한민국 내에서 GAAP(K-GAAP)은 가장 협의로 볼 때에는 기업회계기준서, 기업회계기준해석서 및 기업회계기준적용사례를 의미한다. 한편 GAAP를 가장 광의로 해석하면 회계기준 등에 명시되지 않았어도 실무에서 전통적으로 사용된 회계처리방법, 학계등에 의해 이론적 지지를 받는 방법, 기타 권위 있는 기관의 보고서등을 포함하는 개념이다.
한편 정부에서는 회계학 및 관련과목에 대해서  공식적으로 일반적으로 2010년도까지는 현행 기업회계기준(K-GAAP)이 적용되고, 2011년도부터는 한국채택국제회계기준(K-IFRS)을  적용한다.

## 같이 보기
- 재무회계
- 국제회계기준